# 2014–2015-ös UEFA-bajnokok ligája (selejtezők)
A 2014–2015-ös UEFA-bajnokok ligája selejtezőit négy fordulóban bonyolították le 2014. július 1. és augusztus 27. között. A rájátszás párosításainak győztesei jutottak be a 2014–2015-ös UEFA-bajnokok ligája csoportkörébe.

## Fordulók és időpontok
| Forduló    | Sorsolás dátuma    | 1. mérkőzés            | 2. mérkőzés            |
| ---------- | ------------------ | ---------------------- | ---------------------- |
| 1. forduló | 2014. június 23.   | 2014. július 1–2.      | 2014. július 8–9.      |
| 2. forduló | 2014. június 23.   | 2014. július 15–16.    | 2014. július 22–23.    |
| 3. forduló | 2014. július 18.   | 2014. július 29–30.    | 2014. augusztus 5–6.   |
| Rájátszás  | 2014. augusztus 8. | 2014. augusztus 19–20. | 2014. augusztus 26–27. |

Az időpontok közép-európai idő/közép-európai nyári idő szerint értendők.

## 1. selejtezőkör
Az első selejtezőkörben 6 csapat játszott a továbbjutásért, melyet a 49–54.-ig helyen rangsorolt országok bajnokai képviseltek. Sorsolás előtt a csapatok UEFA-együtthatója alapján sorba rendezték a résztvevőket, majd minden kiemelthez egy-egy kiemelés nélkülit párosítottak.
| Kiemelt                       | Nem kiemelt                        |
| ----------------------------- | ---------------------------------- |
| FC Levadia HB FC Santa Coloma | Bananc La Fiorita Lincoln Red Imps |

### 1. selejtezőkör, párosítások
A párosításokat 2014. június 23-án sorsolták.
| 1. csapat        | Össz.Tooltip Aggregate score | 2. csapat  | 1. mérk. | 2. mérk. |
| ---------------- | ---------------------------- | ---------- | -------- | -------- |
| FC Santa Coloma  | 3–3 (i.g.)                   | Bananc     | 1–0      | 2–3      |
| Lincoln Red Imps | 3–6                          | HB         | 1–1      | 2–5      |
| La Fiorita       | 0–8                          | FC Levadia | 0–1      | 0–7      |

### 1. selejtezőkör, 1. mérkőzések
| 2014. július 1. 20:00 |

| FC Santa Coloma | 1–0               | Bananc |
| --------------- | ----------------- | ------ |
| Pujol 5'        | (1–0) Jegyzőkönyv |        |

| Estadi Comunal d’Andorra la Vella, Andorra la Vella Játékvezető: Jens Maae (dán) |

| 2014. július 1. 20:30 |

| La Fiorita | 0–1               | FC Levadia |
| ---------- | ----------------- | ---------- |
|            | (0–0) Jegyzőkönyv | Tamm 90+3' |

| Stadio Olimpico, Serravalle Játékvezető: Dejan Jakimovski (macedón) |

| 2014. július 2. 20:00 |

| Lincoln Red Imps         | 1–1               | HB          |
| ------------------------ | ----------------- | ----------- |
| Chipolina 18' (11-esből) | (1–0) Jegyzőkönyv | Hanssen 71' |

| Victoria Stadion, Gibraltár Játékvezető: Alexandre Boucaut (belga) |

### 1. selejtezőkör, 2. mérkőzések
| 2014. július 8. 16:00 |

| Bananc                                        | 3–2               | FC Santa Coloma                |
| --------------------------------------------- | ----------------- | ------------------------------ |
| R. Hovsepyan 29' 56' (11-esből) Mashumyan 47' | (1–1) Jegyzőkönyv | Ildefons Lima 20' Casals 90+5' |

| Football Academy Stadium, Jereván Játékvezető: Nikolay Yordanov (bolgár) |

| 2014. július 8. 18:00 |

| FC Levadia                                                                 | 7–0               | La Fiorita |
| -------------------------------------------------------------------------- | ----------------- | ---------- |
| Kulinitš 6' Subbotin 30' 72' Elhussieny 48' Artjunin 75' 90+1' Tipurić 85' | (2–0) Jegyzőkönyv |            |

| Kadrioru staadion, Tallinn Játékvezető: Chris Reisch (luxemburgi) |

| 2014. július 8. 20:00 |

| HB                                                        | 5–2               | Lincoln Red Imps          |
| --------------------------------------------------------- | ----------------- | ------------------------- |
| Hanssen 11' 81' Jensen 25' Edmundsson 34' Benjaminsen 88' | (3–0) Jegyzőkönyv | Cabrera 50' J. Duarte 77' |

| Tórsvøllur, Tórshavn Játékvezető: Vadims Direktorenko (lett) |

## 2. selejtezőkör
Az első selejtezőkör három továbbjutójához a 16–46.-ig rangsorolt nemzeti labdarúgó-bajnokságok győztes csapatai csatlakoztak (Liechtensteint kivéve). Sorsoláskor a csapatok aktuális UEFA-együtthatója alapján sorba rendezték a résztvevőket, földrajzi elhelyezkedésük alapján három csoportba sorolták, majd a csoportokon belül minden kiemelthez egy-egy kiemelés nélkülit párosítottak.
| 1. csoport                                                           | 1. csoport                                                                           | 2. csoport                                                                | 2. csoport                                                    | 3. csoport                                                                  | 3. csoport                                                                                |
| Kiemelt                                                              | Nem kiemelt                                                                          | Kiemelt                                                                   | Nem kiemelt                                                   | Kiemelt                                                                     | Nem kiemelt                                                                               |
| -------------------------------------------------------------------- | ------------------------------------------------------------------------------------ | ------------------------------------------------------------------------- | ------------------------------------------------------------- | --------------------------------------------------------------------------- | ----------------------------------------------------------------------------------------- |
| BATE Bariszav Makkabi Tel-Aviv Sheriff Tiraspol NK Maribor Aktöbe FK | Dinamo Tbiliszi Skënderbeu Korçë FC Santa Coloma (T) Zrinjski Mostar Sutjeska Nikšić | Celtic Sparta Praha Partizan Debreceni VSC Slovan Bratislava FK Ventspils | Malmö FF KR The New Saints Cliftonville HB (T) FC Levadia (T) | Steaua București Dinamo Zagreb Ludogorec Razgrad Legia Warszawa Qarabağ HJK | F91 Dudelange Strømsgodset St Patrick's Athletic Rabotnicski Valletta FC Žalgiris Vilnius |

### 2. selejtezőkör, párosítások
A párosításokat 2014. június 23-án sorsolták.
| 1. csapat         | Össz.Tooltip Aggregate score | 2. csapat              | 1. mérk. | 2. mérk. |
| ----------------- | ---------------------------- | ---------------------- | -------- | -------- |
| BATE Bariszav     | 1–1 (i.g.)                   | Skënderbeu Korçë       | 0–0      | 1–1      |
| FC Santa Coloma   | 0–3                          | Makkabi Tel-Aviv       | 0–1      | 0–2      |
| Dinamo Tbiliszi   | 0–4                          | Aktöbe FK              | 0–1      | 0–3      |
| Zrinjski Mostar   | 0–2                          | NK Maribor             | 0–0      | 0–2      |
| Sheriff Tiraspol  | 5–0                          | Sutjeska Nikšić        | 2–0      | 3–0      |
| Sparta Praha      | 8–1                          | FC Levadia             | 7–0      | 1–1      |
| Malmö FF          | 1–0                          | FK Ventspils           | 0–0      | 1–0      |
| Slovan Bratislava | 3–0                          | The New Saints         | 1–0      | 2–0      |
| KR                | 0–5                          | Celtic                 | 0–1      | 0–4      |
| Cliftonville      | 0–2                          | Debreceni VSC          | 0–0      | 0–2      |
| Partizan          | 6–1                          | HB                     | 3–0      | 3–1      |
| Legia Warszawa    | 6–1                          | St. Patrick’s Athletic | 1–1      | 5–0      |
| Rabotnicski       | 1–2                          | HJK                    | 0–0      | 1–2      |
| Dinamo Zagreb     | 4–0                          | Žalgiris               | 2–0      | 2–0      |
| Ludogorec Razgrad | 5–1                          | F91 Dudelange          | 4–0      | 1–1      |
| Valletta FC       | 0–5                          | Qarabağ                | 0–1      | 0–4      |
| Strømsgodset      | 0–3                          | Steaua București       | 0–1      | 0–2      |

1. 1 2  A sorsoláshoz képest a pályaválasztói jogot felcserélték.

### 2. selejtezőkör, 1. mérkőzések
| 2014. július 15. 18:30 |

| Valletta FC | 0–1               | Qarabağ       |
| ----------- | ----------------- | ------------- |
|             | (0–1) Jegyzőkönyv | Chumbinho 18' |

| Nemzeti Stadion, Ta’ Qali Játékvezető: Adrien Jaccottet (svájci) |

| 2014. július 15. 18:45 |

| Slovan Bratislava | 1–0               | The New Saints |
| ----------------- | ----------------- | -------------- |
| Čikoš 52'         | (0–0) Jegyzőkönyv |                |

| Štadión Pasienky, Pozsony Játékvezető: Pavle Radovanović (montenegrói) |

| 2014. július 15. 19:00 |

| BATE Bariszav | 0–0         | Skënderbeu Korçë |
| ------------- | ----------- | ---------------- |
|               | Jegyzőkönyv |                  |

| Borisov Arena, Bariszav Játékvezető: Georgi Kabakov (bolgár) |

| 2014. július 15. 19:00 |

| Sheriff Tiraspol    | 2–0               | Sutjeska Nikšić |
| ------------------- | ----------------- | --------------- |
| Mureșan 71' Isa 87' | (0–0) Jegyzőkönyv |                 |

| Sheriff Stadium, Tiraspol Játékvezető: Clayton Pisani (máltai) |

| 2014. július 15. 19:30 |

| Zrinjski Mostar | 0–0         | NK Maribor |
| --------------- | ----------- | ---------- |
|                 | Jegyzőkönyv |            |

| Stadion pod Bijelim Brijegom, Mostar Játékvezető: Carlos del Cerro Grande (spanyol) |

| 2014. július 15. 20:00 |

| FC Santa Coloma | 0–1               | Makkabi Tel-Aviv |
| --------------- | ----------------- | ---------------- |
|                 | (0–0) Jegyzőkönyv | Prica 62'        |

| Estadi Comunal, Andorra la Vella Játékvezető: Lasha Silagava (grúz) |

| 2014. július 15. 20:00 |

| Rabotnicski | 0–0         | HJK |
| ----------- | ----------- | --- |
|             | Jegyzőkönyv |     |

| Philip II Arena, Szkopje Játékvezető: Bognár Tamás (magyar) |

| 2014. július 15. 20:45 |

| Sparta Praha                                                | 7–0               | FC Levadia |
| ----------------------------------------------------------- | ----------------- | ---------- |
| Lafata 22' 44' 45+4' 57' 60' Tipurić 55' (öngól) Přikyl 84' | (3–0) Jegyzőkönyv |            |

| Generali Arena, Prága Játékvezető: Arnold Hunter (északír) |

| 2014. július 15. 19:45 UTC |

| Cliftonville FC | 0–0                   | Debreceni VSC |
| --------------- | --------------------- | ------------- |
|                 | Jegyzőkönyv Részletek |               |

| Solitude, Belfast Játékvezető: Artur Soares Dias (portugál) |

| 2014. július 15. 20:45 |

| Partizan                     | 3–0               | HB |
| ---------------------------- | ----------------- | -- |
| Lazović 14' 64' Škuletić 71' | (1–0) Jegyzőkönyv |    |

| Stadion Partizana, Belgrád Játékvezető: Sven Bindels (luxemburgi) |

| 2014. július 15. 20:45 |

| Dinamo Zagreb           | 2–0               | Žalgiris Vilnius |
| ----------------------- | ----------------- | ---------------- |
| Soudani 58' Antolić 70' | (0–0) Jegyzőkönyv |                  |

| Maksimir Stadion, Zágráb Játékvezető: Anthony Taylor (angol) |

| 2014. július 15. 21:00 |

| KR | 0–1               | Celtic       |
| -- | ----------------- | ------------ |
|    | (0–0) Jegyzőkönyv | McGregor 84' |

| KR-völlur, Reykjavík Játékvezető: Andreas Pappas (görög) |

| 2014. július 16. 19:00 |

| Dinamo Tbiliszi | 0–1               | Aktöbe FK       |
| --------------- | ----------------- | --------------- |
|                 | (0–0) Jegyzőkönyv | Danilo Neco 51' |

| Dinamo Arena, Tbiliszi Játékvezető: Paweł Raczkowski (lengyel) |

| 2014. július 16. 19:00 |

| Malmö FF | 0–0         | FK Ventspils |
| -------- | ----------- | ------------ |
|          | Jegyzőkönyv |              |

| Swedbank Stadion, Malmö Játékvezető: Antti Munukka (finn) |

| 2014. július 16. 19:00 |

| Ludogorec Razgrad                                | 4–0               | F91 Dudelange |
| ------------------------------------------------ | ----------------- | ------------- |
| Dani Abalo 35' Bezjak 43' Anicet 65' Espinho 68' | (2–0) Jegyzőkönyv |               |

| Ludogorets Arena, Razgrad Játékvezető: Richard Trutz (szlovák) |

| 2014. július 16. 19:45 |

| Strømsgodset | 0–1               | Steaua București |
| ------------ | ----------------- | ---------------- |
|              | (0–0) Jegyzőkönyv | Iancu 49'        |

| Marienlyst Stadion, Drammen Játékvezető: Serdar Gözübüyük (holland) |

| 2014. július 16. 20:45 |

| Legia Warszawa | 1–1               | St. Patrick’s Athletic |
| -------------- | ----------------- | ---------------------- |
| Radović 90+1'  | (0–1) Jegyzőkönyv | Fagan 38'              |

| Lengyel Hadsereg Stadion, Varsó Játékvezető: Marius Avram (román) |

### 2. selejtezőkör, 2. mérkőzések
| 2014. július 22. 17:30 |

| Sutjeska Nikšić | 0–3               | Sheriff Tiraspol               |
| --------------- | ----------------- | ------------------------------ |
|                 | (0–2) Jegyzőkönyv | Benson 5' Luvannor 35' Isa 54' |

| Stadion kraj Bistrice, Nikšić Játékvezető: Alexander Harkam (osztrák) |

| 2014. július 22. 18:00 |

| FC Levadia | 1–1               | Sparta Praha |
| ---------- | ----------------- | ------------ |
| Teever 68' | (0–1) Jegyzőkönyv | Mareček 38'  |

| Kadrioru staadion, Tallinn Játékvezető: Antonio Damato (olasz) |

| 2014. július 22. 18:00 |

| F91 Dudelange | 1–1               | Ludogorec Razgrad |
| ------------- | ----------------- | ----------------- |
| Turpel 81'    | (0–0) Jegyzőkönyv | Bezjak 51'        |

| Stade Jos Nosbaum, Dudelange Játékvezető: Tobias Welz (német) |

| 2014. július 22. 18:30 |

| Qarabağ                                        | 4–0               | Valletta FC |
| ---------------------------------------------- | ----------------- | ----------- |
| Reynaldo 15' Chumbinho 48' Dias 57' George 80' | (1–0) Jegyzőkönyv |             |

| Tofiq Bəhramov adına Respublika Stadionu, Baku Játékvezető: Sergei Tsinkevich (fehérorosz) |

| 2014. július 22. 19:30 |

| Makkabi Tel-Aviv                   | 2–0               | FC Santa Coloma |
| ---------------------------------- | ----------------- | --------------- |
| Zahavi 62' (11-esből) Ben Haim 90' | (0–0) Jegyzőkönyv |                 |

| Antonis Papadopoulos Stadium, Larnaca Játékvezető: Ioannis Anastasiou (ciprusi) |

| 2014. július 22. 19:45 |

| The New Saints | 0–2               | Slovan Bratislava  |
| -------------- | ----------------- | ------------------ |
|                | (0–0) Jegyzőkönyv | Milinković 74' 89' |

| Corbett Sports Stadium, Rhyl Játékvezető: Jakob Kehlet (dán) |

| 2014. július 22. 20:00 |

| Skënderbeu Korçë | 1–1               | BATE Bariszav |
| ---------------- | ----------------- | ------------- |
| Radaš 67'        | (0–1) Jegyzőkönyv | Khagush 29'   |

| Stadiumi Skënderbeu, Korçë Játékvezető: Ante Vučemilović-Šimunović Jr. (horvát) |

| 2014. július 22. 20:00 |

| HB         | 1–3               | Partizan                             |
| ---------- | ----------------- | ------------------------------------ |
| Wardum 35' | (1–0) Jegyzőkönyv | Ninković 49' Lazović 75' Grbić 90+1' |

| Tórsvøllur, Tórshavn Játékvezető: Dimitar Meckarovski (macedón) |

| 2014. július 22. 20:15 |

| Žalgiris Vilnius | 0–2               | Dinamo Zagreb           |
| ---------------- | ----------------- | ----------------------- |
|                  | (0–0) Jegyzőkönyv | Soudani 46' Šimunić 49' |

| LFF stadionas, Vilnius Játékvezető: Artyom Kuchin (kazak) |

| 2014. július 22. 20:30 |

| Debreceni VSC          | 2–0                         | Cliftonville |
| ---------------------- | --------------------------- | ------------ |
| Mihelič 55' Sidibe 79' | (0–0) Jegyzőkönyv Részletek |              |

| Nagyerdei stadion, Debrecen Játékvezető: Vlado Glodjović (szerb) |

| 2014. július 22. 20:45 |

| Celtic                         | 4–0               | KR |
| ------------------------------ | ----------------- | -- |
| Van Dijk 13' 20' Pukki 27' 71' | (3–0) Jegyzőkönyv |    |

| BT Murrayfield Stadium, Edinburgh Játékvezető: Andris Treimanis (lett) |

| 2014. július 23. 17:00 |

| Aktöbe FK                                 | 3–0               | Dinamo Tbiliszi |
| ----------------------------------------- | ----------------- | --------------- |
| Antonov 75' Zyankovich 82' Aimbetov 90+4' | (0–0) Jegyzőkönyv |                 |

| Aktobe Central Stadium, Aktöbe Játékvezető: Aliyar Ağayev (azeri) |

| 2014. július 23. 18:00 |

| FK Ventspils | 0–1               | Malmö FF   |
| ------------ | ----------------- | ---------- |
|              | (0–1) Jegyzőkönyv | Thelin 19' |

| Ventspils Olimpiskais Stadions, Ventspils Játékvezető: Kristo Tohver (észt) |

| 2014. július 23. 18:00 |

| HJK               | 2–1               | Rabotnicski |
| ----------------- | ----------------- | ----------- |
| Lod 22' Moren 26' | (2–0) Jegyzőkönyv | Vujčić 47'  |

| Sonera-stadion, Helsinki Játékvezető: Neil Doyle (ír) |

| 2014. július 23. 19:30 |

| Steaua București     | 2–0               | Strømsgodset |
| -------------------- | ----------------- | ------------ |
| Râpă 72' Stanciu 84' | (0–0) Jegyzőkönyv |              |

| Arena Națională, Bukarest Játékvezető: Eitan Shemeulevitch (izraeli) |

| 2014. július 23. 20:00 |

| NK Maribor                       | 2–0               | Zrinjski Mostar |
| -------------------------------- | ----------------- | --------------- |
| Vršič 45' Ibraimi 57' (11-esből) | (1–0) Jegyzőkönyv |                 |

| Stadion Ljudski vrt, Maribor Játékvezető: Sergei Lapochkin (orosz) |

| 2014. július 23. 20:45 |

| St. Patrick’s Athletic | 0–5               | Legia Warszawa                                              |
| ---------------------- | ----------------- | ----------------------------------------------------------- |
|                        | (0–1) Jegyzőkönyv | Radović 25' 82' Żyro 69' Saganowski 87' Byrne 90+2' (öngól) |

| Tallaght Stadium, Dublin Játékvezető: Andreas Ekberg (svéd) |

## 3. selejtezőkör
Ez a selejtezőkör két ágon zajlott, mely a bajnokcsapatoknak rendezett, valamint a bajnoki helyezés alapján induló csapatok selejtezőjéből állt. A párosítások győztesei a következő körbe léptek, míg a vesztes csapatok a 2014–2015-ös Európa-liga rájátszásában folytatták.
A bajnoki ágon a második selejtezőkör 17 továbbjutójához a 13–15.-ig rangsorolt nemzeti labdarúgó-bajnokságok győztes csapatai csatlakoztak. A bajnoki helyezés alapján részt vevő csapatok selejtezőkörében a 7–15. helyig rangsorolt nemzeti labdarúgó-bajnokságok ezüstérmes csapatai, illetve a 6. helyen rangsorolt bajnokság bronzérmes csapata indult.
Sorsolás előtt a csapatokra vonatkoztatott UEFA-együttható alapján sorba rendezték a résztvevőket, majd minden kiemelt csapathoz egy-egy kiemelés nélkülit párosítottak.
| Bajnokcsapatok                                                                        | Bajnokcsapatok                                                                    | Bajnokcsapatok                                                                         | Bajnokcsapatok                                                 | Bajnoki helyezés alapján részt vevő csapatok             | Bajnoki helyezés alapján részt vevő csapatok                             |
| 1. csoport                                                                            | 1. csoport                                                                        | 2. csoport                                                                             | 2. csoport                                                     | Bajnoki helyezés alapján részt vevő csapatok             | Bajnoki helyezés alapján részt vevő csapatok                             |
| Kiemelt                                                                               | Nem kiemelt                                                                       | Kiemelt                                                                                | Nem kiemelt                                                    | Kiemelt                                                  | Nem kiemelt                                                              |
| ------------------------------------------------------------------------------------- | --------------------------------------------------------------------------------- | -------------------------------------------------------------------------------------- | -------------------------------------------------------------- | -------------------------------------------------------- | ------------------------------------------------------------------------ |
| Red Bull Salzburg Celtic (T) BATE Bariszav (T) Dinamo Zagreb (T) Sheriff Tiraspol (T) | Legia Warszawa (T) Debreceni VSC (T) Slovan Bratislava (T) Qarabağ (T) Aalborg BK | Steaua București (T) APÓEL Sparta Praha (T) Ludogorec Razgrad (T) Makkabi Tel-Aviv (T) | NK Maribor (T) Partizan (T) Aktöbe FK (T) Malmö FF (T) HJK (T) | Zenyit Lille OSC FC København Standard de Liège Besiktas | Dnyipro Dnyipropetrovszk Panathinaikósz Feyenoord Grasshopper AÉ Lemeszú |

Jegyzetek
- T: A 2. selejtezőkörből továbbjutott csapat, a sorsoláskor nem volt ismert.
- A dőlt betűvel írt csapatok a 2. selejtezőkörben egy magasabb együtthatóval rendelkező csapat ellen győztek, és az ellenfél együtthatóját hozták magukkal.

### 3. selejtezőkör, párosítások
| 1. csapat                | Össz.Tooltip Aggregate score | 2. csapat         | 1. mérk. | 2. mérk. |
| ------------------------ | ---------------------------- | ----------------- | -------- | -------- |
| Bajnoki ág               |                              |                   |          |          |
| Qarabağ                  | 2–3                          | Red Bull Salzburg | 2–1      | 0–2      |
| Debreceni VSC            | 2–3                          | BATE Bariszav     | 1–0      | 1–3      |
| Slovan Bratislava        | 2–1                          | Sheriff Tiraspol  | 2–1      | 0–0      |
| AaB                      | 2–1                          | Dinamo Zagreb     | 0–1      | 2–0      |
| Legia Warszawa           | 4–4 (i.g.)                   | Celtic            | 4–1      | 0–3      |
| Aktöbe FK                | 3–4                          | Steaua București  | 2–2      | 1–2      |
| NK Maribor               | 3–2                          | Makkabi Tel-Aviv  | 1–0      | 2–2      |
| HJK                      | 2–4                          | APÓEL             | 2–2      | 0–2      |
| Sparta Praha             | 4–4 (i.g.)                   | Malmö FF          | 4–2      | 0–2      |
| Ludogorec Razgrad        | 2–2 (i.g.)                   | Partizan          | 0–0      | 2–2      |
| Nem bajnoki ág           |                              |                   |          |          |
| AÉ Lemeszú               | 1–3                          | Zenyit            | 1–0      | 0–3      |
| Dnyipro Dnyipropetrovszk | 0–2                          | FC København      | 0–0      | 0–2      |
| Feyenoord                | 2–5                          | Beşiktaş JK       | 1–2      | 1–3      |
| Grasshopper              | 1–3                          | Lille OSC         | 0–2      | 1–1      |
| Standard de Liège        | 2–1                          | Panathinaikósz    | 0–0      | 2–1      |

1. ↑  Az UEFA a Celtic–Legia Warszawa mérkőzést Bartosz Bereszyński jogosulatlan szereplése miatt 3–0 arányban a Celtic javára írta. Így a Celtic jutott tovább 4–4-es összesítéssel, idegenben szerzett több góllal. A mérkőzést eredetileg a Legia Warszawa nyerte 2–0-ra.[3]

### 3. selejtezőkör, 1. mérkőzések
| 2014. július 29. 19:30 |

| Sparta Praha                 | 4–2               | Malmö FF                      |
| ---------------------------- | ----------------- | ----------------------------- |
| Lafata 22' 51' 70' Kováč 52' | (1–2) Jegyzőkönyv | Forsberg 17' Kiese Thelin 27' |

| Generali Arena, Prága Játékvezető: Halis Özkahya (török) |

| 2014. július 29. 20:15 |

| Slovan Bratislava                  | 2–1               | Sheriff Tiraspol |
| ---------------------------------- | ----------------- | ---------------- |
| Žofčák 42' (11-esből) Mészáros 85' | (1–0) Jegyzőkönyv | Ricardinho 74'   |

| Štadión Pasienky, Pozsony Játékvezető: Stephan Studer (svájci) |

| 2014. július 29. 20:30 |

| Debreceni VSC         | 1–0                         | BATE Bariszav |
| --------------------- | --------------------------- | ------------- |
| Sidibe 56' (11-esből) | (0–0) Jegyzőkönyv Részletek |               |

| Nagyerdei stadion, Debrecen Játékvezető: Szymon Marciniak (lengyel) |

| 2014. július 30. 17:00 |

| Aktöbe FK                   | 2–2               | Steaua București         |
| --------------------------- | ----------------- | ------------------------ |
| Korobkin 58' Arzumanyan 88' | (0–1) Jegyzőkönyv | Keserü 44' Prepeliță 79' |

| Aktöbe Central Stadium, Aktöbe Játékvezető: Hüseyin Göçek (török) |

| 2014. július 30. 17:30 |

| Qarabağ              | 2–1               | Red Bull Salzburg |
| -------------------- | ----------------- | ----------------- |
| Dias 2' Reynaldo 86' | (1–0) Jegyzőkönyv | Soriano 77'       |

| Tofiq Bəhramov adına Respublika Stadionu, Baku Játékvezető: Serhiy Boyko (ukrán) |

| 2014. július 30. 18:00 |

| HJK                         | 2–2               | APÓEL                        |
| --------------------------- | ----------------- | ---------------------------- |
| Savage 11' 45+1' (11-esből) | (2–0) Jegyzőkönyv | De Vincenti 71' Sheridan 74' |

| Sonera-stadion, Helsinki Játékvezető: Paweł Gil (lengyel) |

| 2014. július 30. 18:00 |

| AÉ Lemeszú    | 1–0               | Zenyit |
| ------------- | ----------------- | ------ |
| Gikiewicz 64' | (0–0) Jegyzőkönyv |        |

| Antonis Papadopoulos Stadium, Lárnaka Játékvezető: Marijo Strahonja (horvát) |

| 2014. július 30. 18:00 |

| Dnyipro Dnyipropetrovszk | 0–0         | FC København |
| ------------------------ | ----------- | ------------ |
|                          | Jegyzőkönyv |              |

| Olympic Stadium, Kijev Játékvezető: Andre Marriner (angol) |

| 2014. július 30. 19:00 |

| Grasshopper | 0–2               | Lille OSC              |
| ----------- | ----------------- | ---------------------- |
|             | (0–1) Jegyzőkönyv | Corchia 29' Mendes 49' |

| Letzigrund, Zürich Játékvezető: Aleksei Eskov (orosz) |

| 2014. július 30. 20:00 |

| Ludogorec Razgrad | 0–0         | Partizan |
| ----------------- | ----------- | -------- |
|                   | Jegyzőkönyv |          |

| Ludogorets Arena, Razgrad Játékvezető: Kenn Hansen (dán) |

| 2014. július 30. 20:00 |

| Feyenoord                 | 1–2               | Beşiktaş JK              |
| ------------------------- | ----------------- | ------------------------ |
| Te Vrede 90+5' (11-esből) | (0–1) Jegyzőkönyv | Pektemek 13' Koyunlu 71' |

| De Kuip, Rotterdam Játékvezető: Luca Banti (olasz) |

| 2014. július 30. 20:00 |

| Standard de Liège | 0–0         | Panathinaikósz |
| ----------------- | ----------- | -------------- |
|                   | Jegyzőkönyv |                |

| Stade Maurice Dufrasne, Liège Játékvezető: Carlos Clos Gómez (spanyol) |

| 2014. július 30. 20:15 |

| AaB | 0–1               | Dinamo Zagreb |
| --- | ----------------- | ------------- |
|     | (0–0) Jegyzőkönyv | Brozović 49'  |

| Nordjyske Arena, Aalborg Játékvezető: Danny Makkelie (holland) |

| 2014. július 30. 20:30 |

| NK Maribor  | 1–0               | Makkabi Tel-Aviv |
| ----------- | ----------------- | ---------------- |
| Bohar 90+5' | (0–0) Jegyzőkönyv |                  |

| Stadion Ljudski vrt, Maribor Játékvezető: Ivan Kružliak (szlovák) |

| 2014. július 30. 20:45 |

| Legia Warszawa                       | 4–1               | Celtic      |
| ------------------------------------ | ----------------- | ----------- |
| Radović 10' 36' Żyro 84' Kosecki 91' | (2–1) Jegyzőkönyv | McGregor 8' |

| Lengyel Hadsereg Stadion, Varsó Játékvezető: Pol van Boekel (holland) |

### 3. selejtezőkör, 2. mérkőzések
| 2014. augusztus 5. 19:30 |

| BATE Bariszav                            | 3–1               | Debreceni VSC         |
| ---------------------------------------- | ----------------- | --------------------- |
| Volodko 39' Rogyionov 66' Krivetsz 90+4' | (1–1) Jegyzőkönyv | Sidibe 20' (11-esből) |

| Bariszav Arena, Bariszav Játékvezető: Stefan Johannesson (svéd) |

| 2014. augusztus 5. 20:00 |

| Makkabi Tel-Aviv           | 2–2               | NK Maribor      |
| -------------------------- | ----------------- | --------------- |
| Ben Haim 42' Ben Basat 54' | (1–1) Jegyzőkönyv | Ibraimi 36' 55' |

| Antonis Papadopoulos Stadium, Lárnaka Játékvezető: Martin Strömbergsson (svéd) |

| 2014. augusztus 5. 20:00 |

| Panathinaikósz         | 1–2               | Standard de Liège     |
| ---------------------- | ----------------- | --------------------- |
| Arslanagic 17' (öngól) | (1–2) Jegyzőkönyv | Mbombo 36' M'Poku 42' |

| Apostolos Nikolaidis Stadium, Athén Játékvezető: Michael Oliver (angol) |

| 2014. augusztus 5. 20:30 |

| Lille OSC   | 1–1               | Grasshopper |
| ----------- | ----------------- | ----------- |
| Balmont 19' | (1–1) Jegyzőkönyv | Abrashi 33' |

| Stade Pierre-Mauroy, Villeneuve-d’Ascq Játékvezető: Anasztásziosz Szidirópulosz (görög) |

| 2014. augusztus 6. 18:00 |

| Zenyit                                          | 3–0               | AÉ Lemeszú |
| ----------------------------------------------- | ----------------- | ---------- |
| Rondón 55' Danny 88' Kerzsakov 90+1' (11-esből) | (0–0) Jegyzőkönyv |            |

| Petrovszkij Stadion, Szentpétervár Játékvezető: Alexandru Tudor (román) |

| 2014. augusztus 6. 18:30 |

| APÓEL                                   | 2–0               | HJK |
| --------------------------------------- | ----------------- | --- |
| Sheridan 18' De Vincenti 43' (11-esből) | (2–0) Jegyzőkönyv |     |

| GSZP Stadion, Nicosia Játékvezető: Liran Liany (izraeli) |

| 2014. augusztus 6. 19:00 |

| Sheriff Tiraspol | 0–0         | Slovan Bratislava |
| ---------------- | ----------- | ----------------- |
|                  | Jegyzőkönyv |                   |

| Sheriff Stadium, Tiraspol Játékvezető: Vad István (magyar) |

| 2014. augusztus 6. 19:00 |

| Malmö FF          | 2–0               | Sparta Praha |
| ----------------- | ----------------- | ------------ |
| Rosenberg 35' 55' | (1–0) Jegyzőkönyv |              |

| Swedbank Stadion, Malmö Játékvezető: Ruddy Buquet (francia) |

| 2014. augusztus 6. 19:30 |

| Steaua București       | 2–1               | Aktöbe FK   |
| ---------------------- | ----------------- | ----------- |
| Chipciu 3' Stanciu 39' | (2–0) Jegyzőkönyv | Kapadze 85' |

| Steaua Stadion, Bukarest Játékvezető: Miroslav Zelinka (cseh) |

| 2014. augusztus 6. 19:30 |

| Beşiktaş JK    | 3–1               | Feyenoord |
| -------------- | ----------------- | --------- |
| Ba 28' 80' 86' | (1–0) Jegyzőkönyv | Manu 74'  |

| Atatürk Olimpiyat Stadı, Isztambul Játékvezető: Felix Zwayer (német) |

| 2014. augusztus 6. 20:00 |

| FC København             | 2–0               | Dnyipro Dnyipropetrovszk |
| ------------------------ | ----------------- | ------------------------ |
| Cornelius 36' Kadrii 52' | (1–0) Jegyzőkönyv |                          |

| Parken Stadion, Koppenhága Játékvezető: Duarte Gomes (portugál) |

| 2014. augusztus 6. 20:30 |

| Red Bull Salzburg   | 2–0               | Qarabağ |
| ------------------- | ----------------- | ------- |
| Hinteregger 18' 34' | (2–0) Jegyzőkönyv |         |

| Red Bull Arena, Wals-Siezenheim Játékvezető: Bobby Madden (skót) |

| 2014. augusztus 6. 20:45 |

| Dinamo Zagreb | 0–2               | AaB              |
| ------------- | ----------------- | ---------------- |
|               | (0–1) Jegyzőkönyv | Jacobsen 36' 85' |

| Maksimir Stadion, Zágráb Játékvezető: Yevhen Aranovskiy (ukrán) |

| 2014. augusztus 6. 20:45 |

| Celtic | 3–0 (megállapított) | Legia Warszawa          |
| ------ | ------------------- | ----------------------- |
|        | Jegyzőkönyv         | Żyro 36' Kucharczyk 61' |

| BT Murrayfield Stadion, Edinburgh Játékvezető: Paolo Mazzoleni (olasz) |

A Celtic–Legia Warszawa mérkőzést eredetileg a Legia Warszawa nyerte 2–0-ra. Az UEFA a mérkőzést Bartosz Bereszyński jogosulatlan szereplése miatt 3–0 arányban a Celtic javára írta. Így a Celtic jutott tovább 4–4-es összesítéssel, idegenben szerzett több góllal.
| 2014. augusztus 6. 20:45 |

| Partizan         | 2–2               | Ludogorec Razgrad  |
| ---------------- | ----------------- | ------------------ |
| Škuletić 30' 35' | (2–2) Jegyzőkönyv | Marcelinho 19' 21' |

| Stadion Partizana, Belgrád Játékvezető: Aleksei Kulbakov (fehérorosz) |

## Rájátszás
A harmadik selejtezőkörhöz hasonlóan a rájátszás is két ágon zajlott. A párosítások továbbjutói a bajnokok-ligája csoportkörébe jutottak, míg a vesztes csapatok a 2014–2015-ös Európa-liga csoportkörében folytatták.
A bajnokcsapatok harmadik selejtezőkörének 10 továbbjutója játszott a bajnokok ligája-csoportkörbe kerülésért. A bajnoki helyezés alapján részt vevő csapatok selejtezőkörében a 4. és 5. helyen rangsorolt labdarúgó-bajnokságok bronzérmes, valamint az 1–3.-ig rangsorolt labdarúgó-bajnokságok 4. helyezett csapatai ebben a körben csatlakoztak a bajnoki helyezés alapján részt vevő csapatok harmadik selejtezőkörének öt továbbjutójához.
| Bajnokcsapatok                                                | Bajnokcsapatok                                                     | Bajnoki helyezés alapján részt vevő csapatok        | Bajnoki helyezés alapján részt vevő csapatok                      |
| Kiemelt                                                       | Nem kiemelt                                                        | Kiemelt                                             | Nem kiemelt                                                       |
| ------------------------------------------------------------- | ------------------------------------------------------------------ | --------------------------------------------------- | ----------------------------------------------------------------- |
| Red Bull Salzburg Steaua București APÓEL BATE Bariszav Celtic | Ludogorec Razgrad NK Maribor Slovan Bratislava Malmö FF Aalborg BK | Arsenal FC Porto Zenyit Bayer Leverkusen SSC Napoli | Athletic Bilbao Lille OSC FC København Standard de Liège Besiktas |

### Rájátszás, párosítások
A sorsolást 2014. augusztus 8-án tartották.
| 1. csapat         | Össz.Tooltip Aggregate score | 2. csapat         | 1. mérk. | 2. mérk.   |
| ----------------- | ---------------------------- | ----------------- | -------- | ---------- |
| Bajnoki ág        |                              |                   |          |            |
| NK Maribor        | 2–1                          | Celtic            | 1–1      | 1–0        |
| Red Bull Salzburg | 2–4                          | Malmö FF          | 2–1      | 0–3        |
| Aalborg BK        | 1–5                          | APÓEL             | 1–1      | 0–4        |
| Steaua București  | 1–1 (t.: 5–6)                | Ludogorec Razgrad | 1–0      | 0–1 (h.u.) |
| Slovan Bratislava | 1–4                          | BATE Bariszav     | 1–1      | 0–3        |
| Nem bajnoki ág    |                              |                   |          |            |
| Beşiktaş JK       | 0–1                          | Arsenal           | 0–0      | 0–1        |
| Standard de Liège | 0–4                          | Zenyit            | 0–1      | 0–3        |
| FC København      | 2–7                          | Bayer Leverkusen  | 2–3      | 0–4        |
| Lille OSC         | 0–3                          | FC Porto          | 0–1      | 0–2        |
| SSC Napoli        | 2–4                          | Athletic Bilbao   | 1–1      | 1–3        |

### Rájátszás, 1. mérkőzések
| 2014. augusztus 19. 20:45 |

| Red Bull Salzburg        | 2–1               | Malmö FF     |
| ------------------------ | ----------------- | ------------ |
| Schiemer 16' Soriano 54' | (1–0) Jegyzőkönyv | Forsberg 90' |

| Red Bull Arena, Wals-Siezenheim Játékvezető: Nicola Rizzoli (olasz) |

| 2014. augusztus 19. 20:45 |

| Steaua București | 1–0               | Ludogorec Razgrad |
| ---------------- | ----------------- | ----------------- |
| Chipciu 88'      | (0–0) Jegyzőkönyv |                   |

| Nemzeti Stadion, Bukarest Játékvezető: Felix Brych (német) |

| 2014. augusztus 19. 20:45 |

| Beşiktaş JK | 0–0         | Arsenal |
| ----------- | ----------- | ------- |
|             | Jegyzőkönyv |         |

| Atatürk Olimpiyat Stadı, Isztambul Játékvezető: Milorad Mažić (szerb) |

| 2014. augusztus 19. 20:45 |

| FC København                | 2–3               | Bayer Leverkusen                   |
| --------------------------- | ----------------- | ---------------------------------- |
| M. Jørgensen 9' Amartey 13' | (2–3) Jegyzőkönyv | Kießling 5' Bellarabi 31' Szon 42' |

| Telia Parken Stadion, Koppenhága Játékvezető: Carlos Velasco Carballo (spanyol) |

| 2014. augusztus 19. 20:45 |

| SSC Napoli  | 1–1               | Athletic Bilbao |
| ----------- | ----------------- | --------------- |
| Higuaín 68' | (0–1) Jegyzőkönyv | Muniain 41'     |

| San Paolo Stadion, Nápoly Játékvezető: Jonas Eriksson (svéd) |

| 2014. augusztus 20. 20:45 |

| NK Maribor | 1–1               | Celtic      |
| ---------- | ----------------- | ----------- |
| Bohar 14'  | (1–1) Jegyzőkönyv | McGregor 6' |

| Stadion Ljudski vrt, Maribor Játékvezető: Pavel Královec (cseh) |

| 2014. augusztus 20. 20:45 |

| Aalborg BK  | 1–1               | APÓEL        |
| ----------- | ----------------- | ------------ |
| Thomsen 16' | (1–0) Jegyzőkönyv | Vinícius 54' |

| Nordjyske Arena, Aalborg Játékvezető: Martin Atkinson (angol) |

| 2014. augusztus 20. 20:45 |

| Slovan Bratislava | 1–1               | BATE Bariszav         |
| ----------------- | ----------------- | --------------------- |
| Vittek 80'        | (0–1) Jegyzőkönyv | Jablonský 44' (öngól) |

| Štadión Pasienky, Pozsony Játékvezető: Olegário Benquerença (portugál) |

| 2014. augusztus 20. 20:45 |

| Standard de Liège | 0–1               | Zenyit     |
| ----------------- | ----------------- | ---------- |
|                   | (0–1) Jegyzőkönyv | Shatov 16' |

| Stade Maurice Dufrasne, Liège Játékvezető: Craig Thomson (skót) |

| 2014. augusztus 20. 20:45 |

| Lille OSC | 0–1               | FC Porto    |
| --------- | ----------------- | ----------- |
|           | (0–0) Jegyzőkönyv | Herrera 61' |

| Stade Pierre-Mauroy, Villeneuve-d’Ascq Játékvezető: Björn Kuipers (holland) |

### Rájátszás, 2. mérkőzések
| 2014. augusztus 26. 18:00 |

| Zenyit                             | 3–0               | Standard de Liège |
| ---------------------------------- | ----------------- | ----------------- |
| Rondón 30' Hulk 54' (11-esből) 58' | (1–0) Jegyzőkönyv |                   |

| Petrovszkij Stadion, Szentpétervár Játékvezető: Gianluca Rocchi (olasz) |

| 2014. augusztus 26. 20:45 |

| Celtic | 0–1               | NK Maribor  |
| ------ | ----------------- | ----------- |
|        | (0–0) Jegyzőkönyv | Tavares 75' |

| Celtic Park, Glasgow Játékvezető: Kassai Viktor (magyar) |

| 2014. augusztus 26. 20:45 |

| APÓEL                                                   | 4–0               | Aalborg BK |
| ------------------------------------------------------- | ----------------- | ---------- |
| Vinícius 28' De Vincenti 43' Aloneftis 64' Sheridan 75' | (2–0) Jegyzőkönyv |            |

| GSZP Stadium, Nicosia Játékvezető: William Collum (skót) |

| 2014. augusztus 26. 20:45 |

| BATE Bariszav                           | 3–0               | Slovan Bratislava |
| --------------------------------------- | ----------------- | ----------------- |
| Gordeichuk 41' Krivets 84' Rodionov 85' | (1–0) Jegyzőkönyv |                   |

| Borisov Arena, Bariszav Játékvezető: Wolfgang Stark (német) |

| 2014. augusztus 26. 20:45 |

| FC Porto                 | 2–0               | Lille OSC |
| ------------------------ | ----------------- | --------- |
| Brahimi 49' Martínez 69' | (0–0) Jegyzőkönyv |           |

| Estádio do Dragão, Porto Játékvezető: Svein Oddvar Moen (norvég) |

| 2014. augusztus 27. 20:45 |

| Malmö FF                                  | 3–0               | Red Bull Salzburg |
| ----------------------------------------- | ----------------- | ----------------- |
| Rosenberg 11' (11-esből) 84' Eriksson 19' | (2–0) Jegyzőkönyv |                   |

| Swedbank Stadion, Malmö Játékvezető: Damir Skomina (szlovén) |

| 2014. augusztus 27. 20:45 |

| Ludogorec Razgrad                                                   | 1–0 (h. u.)                 | Steaua București                                     |
| ------------------------------------------------------------------- | --------------------------- | ---------------------------------------------------- |
| Wanderson 90'                                                       | (0–0, 1–0, 1–0) Jegyzőkönyv |                                                      |
| Büntetőpárbaj                                                       |                             |                                                      |
| Moți Wanderson Hamza Júnior Caiçara Marcelinho Dyakov Fábio Espinho | 6–5                         | Keserü Pârvulescu Szukała Popa Varela Prepeliță Râpă |

| Vasil Levski National Stadium, Szófia Játékvezető: Alberto Undiano Mallenco (spanyol) |

| 2014. augusztus 27. 20:45 |

| Arsenal              | 1–0               | Beşiktaş JK |
| -------------------- | ----------------- | ----------- |
| Alexis Sánchez 45+1' | (1–0) Jegyzőkönyv |             |

| Emirates Stadium, London Játékvezető: Pedro Proença (portugál) |

| 2014. augusztus 27. 20:45 |

| Bayer Leverkusen                                  | 4–0               | FC København |
| ------------------------------------------------- | ----------------- | ------------ |
| Szon 2' Çalhanoğlu 7' Kießling 31' (11-esből) 65' | (3–0) Jegyzőkönyv |              |

| BayArena, Leverkusen Játékvezető: Mark Clattenburg (angol) |

| 2014. augusztus 27. 20:45 |

| Athletic Bilbao         | 3–1               | SSC Napoli |
| ----------------------- | ----------------- | ---------- |
| Aduriz 61' 69' Ibai 74' | (0–0) Jegyzőkönyv | Hamšík 47' |

| San Mamés Stadion, Bilbao Játékvezető: Cüneyt Çakır (török) |